# Kleine Vleeshal
De Kleine Vleeshal is een 15e-eeuws gebouw van het voormalig slagersgilde in de Nederlandse stad Utrecht. Het was in gebruik als openbaar slachthuis en als verkooplocatie voor vleeswaren.
Aan het begin van de 15e eeuw hadden de gilden in Utrecht aanzienlijke macht. Het vleeshuis van het Vleeshouwersgilde was in deze tijd bij het Utrechtse stadhuis gelegen en gezien hun werkzaamheden was bepaald dat de leden van dit gilde als enigen met lange messen door de stad mochten. Op 21 augustus 1425 kozen Vleeshouwers partij in de strijd om de macht, begaven zich naar het huis van de Utrechtse burgemeester Beernt Proys aan de Oudegracht en vermoordden hem in zijn bed. De moordenaars bleven ongestraft.
Na enkele jaren werd wel besloten dat het oude slachthuis gesloten werd en opgesplitst op twee verder gelegen locaties moest komen: het Grote Vleeshuis aan de Voorstraat, en in 1432 de Kleine Vleeshal aan de Lange Nieuwstraat. Daarbij werd bepaald dat het slagersgilde opgeheven werd en de leden over de andere Utrechtse gilden verdeeld moesten worden.

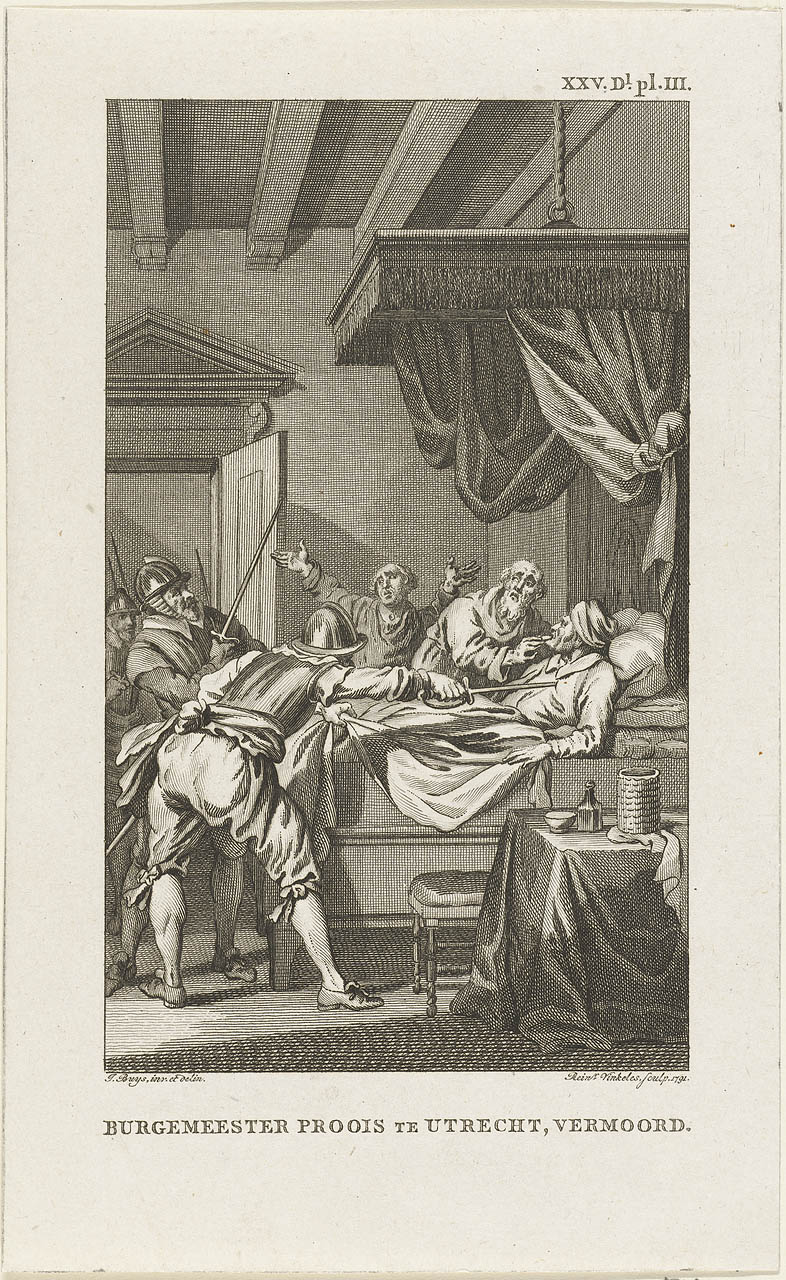
18e-eeuwse voorstelling van Reinier Vinkeles en Jacobus Buys met de moord op Beernt Proys
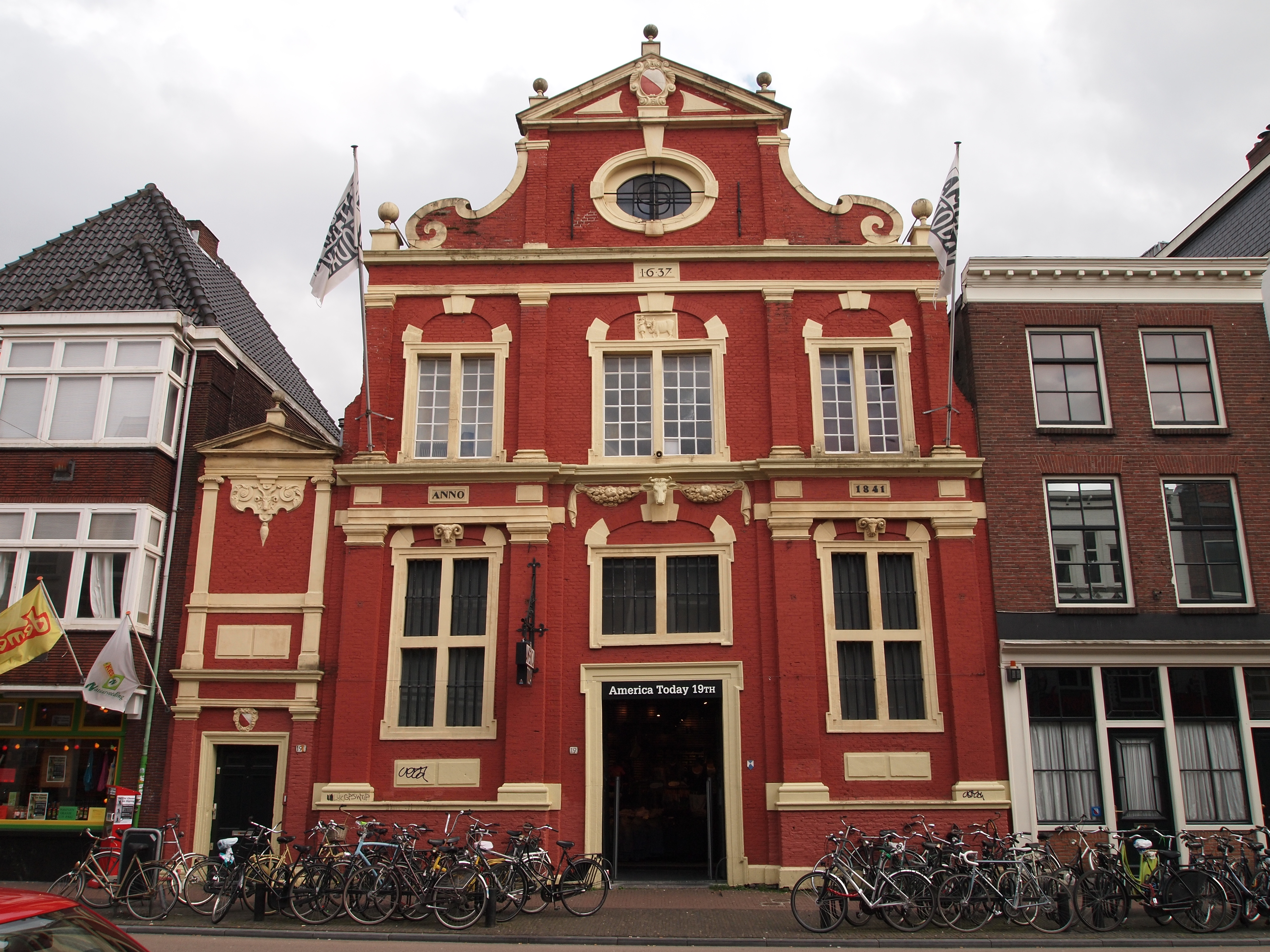
Grote Vleeshuis aan de Voorstraat 19 te Utrecht